# Firmin Didot

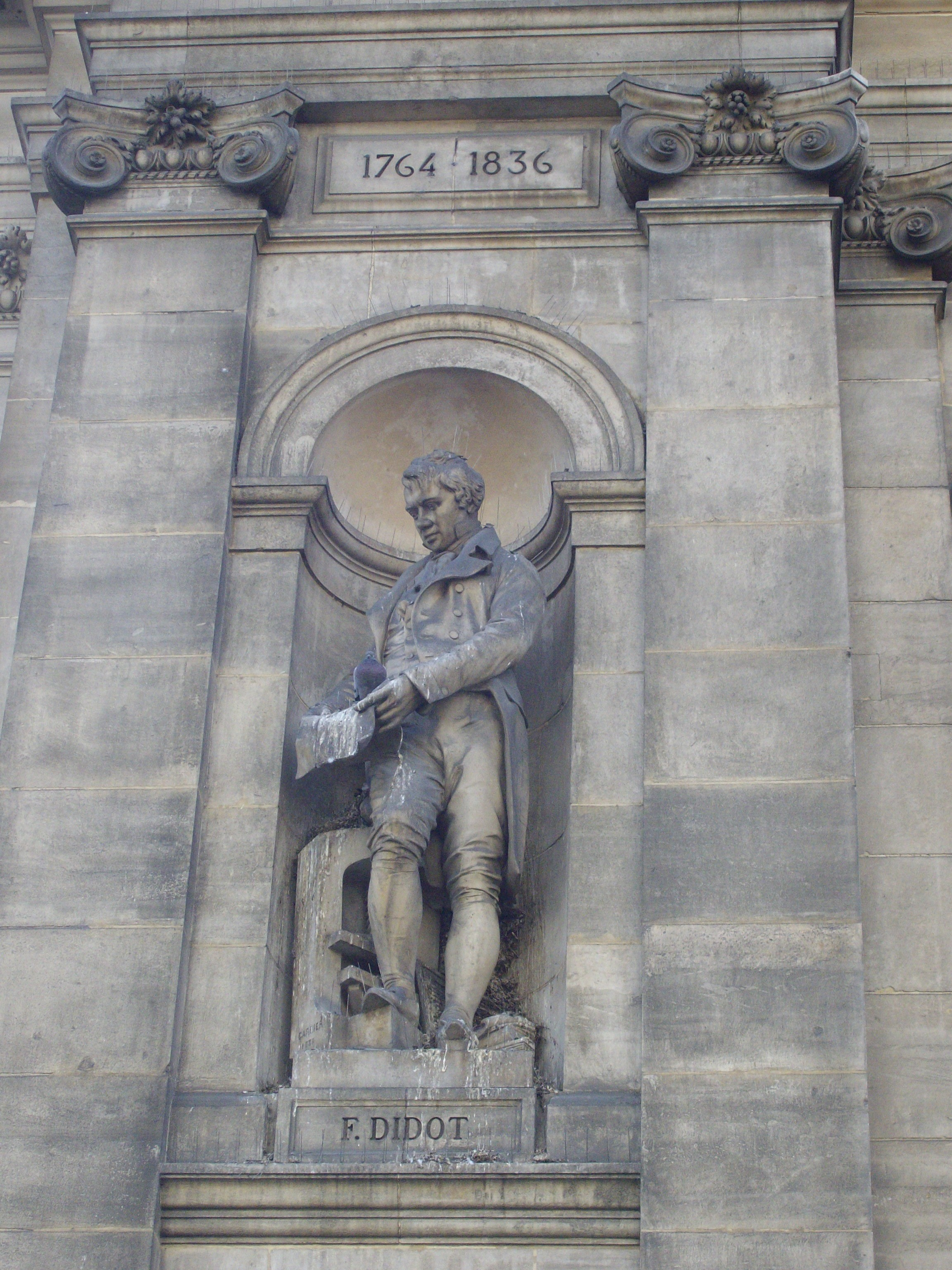
Standbeeld van Firmin Didot aan het stadhuis van Parijs.

Firmin Didot (Parijs, 14 april 1764 - Mesnil-sur-l'Estrée, 24 april 1836) was een Frans drukker, graveur en letterontwerper. Hij was een kleinzoon van François Didot, vader van 11 kinderen en oprichter van de gelijknamige drukkerij. De drukkerij en papiermakerij was gevestigd in Essonnes een plaats zo'n 30 km ten zuidoosten van Parijs, waar veel papier werd geproduceerd.
Firmin Didot ontwierp lettertypen voor het familiebedrijf. Deze worden sindsdien aangeduid met Didot. Samen met de Italiaan Giambattista Bodoni wordt Didot gezien als de ontwerper van lettertypen die als modern worden geclassificeerd. De types van Didot laten een sterk contrast tussen dunne en dikke halen zien. De verticale halen en stokken zijn dik en geven de letters een nadruk in verticale richting. Tegenwoordig zijn veel lettertypen verkrijgbaar die op Didot zijn gebaseerd. 
Didot gebruikte als eerste het woord stereotype voor de metalen drukplaat waarmee de inkt op het papier werd overgebracht. Voorheen werden pagina's direct van de gezette losse lettertypes gedrukt. Deze technische vooruitgang maakte het mogelijk goedkopere uitgaven te produceren en betekende een revolutie in de handel in boeken. Zijn werkplaats werd een bedevaartplaats voor drukkers en letterontwerpers uit de hele wereld.

De familie Didot is onder meer verantwoordelijk voor de publicatie van de Franse Biographie Nationale en in België voor de totstandkoming van de Koninklijke Pers. Bekende familieleden van Firmin zijn: François Ambroise Didot (1730-1804), Pierre François Didot (1732-95), Henri Didot (1765-1862) en Pierre Didot (1760-1853). De Essai sur la Typographie werd in 1852 in Parijs door Ambroise Firmin Didot (21-12-1790 - 22-02-1876 te Paris) gepubliceerd. Dit boek vormde een deel van Vol. XXVI van de vierde editie van L'Encyclopédie Moderne. Deze uitgave bestaat uit in totaal 30 delen, die tussen 1846 tot 1861 uitkwamen.

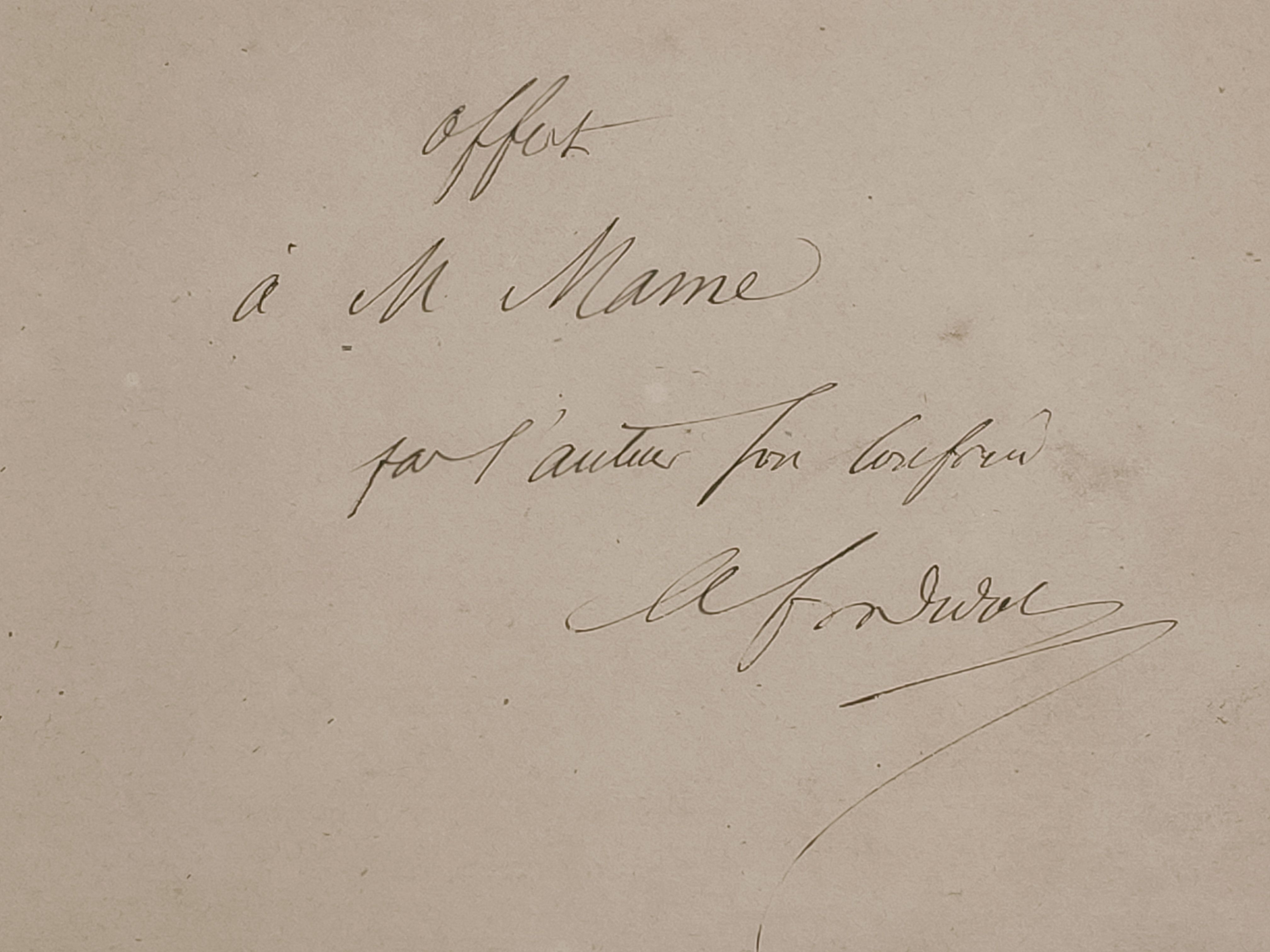
Signatuur van Ambroise Firmin Didot, in "Essai sur la Typographie", 1851

## links
- meer informatie over de familie Didot: New Advent

- Biblioteca Nacional de España: XX1044491
- Bibliothèque nationale de France: cb12434445s (data)
- Catàleg d'autoritats de noms i títols de Catalunya: 981058513289806706
- CiNii: DA15960357
- Digitale Bibliotheek voor de Nederlandse Letteren: dido002
- Gemeinsame Normdatei: 116173068
- International Standard Name Identifier: 0000 0001 2101 4397
- Library of Congress Control Number: n84077767
- Base Léonore: LH//773/51
- Nationale Bibliotheek van Tsjechië: xx0090946
- Nationale bibliotheek van Australië: 35939117
- Nationale Bibliotheek van Israël: 987007277815005171
- Nederlandse Thesaurus van Auteursnamen: 297629891
- SNAC: w6k68794
- Système universitaire de documentation: 033482772
- Trove: 1155215
- Union List of Artist Names: 500063529
- Virtual International Authority File: 54239780
- WorldCat: E39PBJfCrkRPMfVkqCpDh7mmVC